# Daria Obratov
Daria Obratov (* 12. Dezember 1989 in Split, damals SFR Jugoslawien, heute Kroatien) ist eine ehemalige niederländische, vormals kroatische, Rennrodlerin.
Daria Obratov ist die ältere Schwester der ebenfalls als Rennrodlerin aktiven Dania Obratov. Obratov war in ihrer Jugend auch eine erfolgreiche Handballspielerin und gehörte der kroatischen Juniorinnen-Nationalmannschaft an, wechselte aber nach acht Knieoperationen zum Rennrodeln. Sie arbeitet als Kraft- und Ausdauertrainerin. Sie spricht neben Kroatisch auch Englisch, Deutsch, Italienisch, Spanisch, Tschechisch und Polnisch.

## Anfänge
Obratov debütierte im 2008/09 zum Saisonbeginn in Igls im Weltcup und wurde 38. Am Königssee folgten ein 30. in Oberhof ein 31. Platz. Mit 24 Punkten wurde sie am Ende 39. der Gesamtwertung. Zum ersten Höhepunkt der Rodel-Karriere wurde die Teilnahme an den Weltmeisterschaften 2009 in Lake Placid, bei denen sie 27. wurde.
In der Saison 2009/10 kam Obratov zu mehr Einsätzen, scheiterte aber immer im Nationencup daran, sich für die eigentlichen Weltcuprennen zu qualifizieren. In Calgary scheiterte sie als 24., in Igls beim traditionell sehr stark besetzten Rennen wurde sie Vierte, in Altenberg erreichte sie wie am Königssee das Ziel nicht, dazwischen erreichte sie in Lillehammer den 28. und in ihrem letzten Rennen in Winterberg den 23. Platz. Mit 52 Punkten belegte Obratov in der Gesamtwertung des Nationencups den 36., in der des Weltcups mit 26 Punkten den 38. Platz.
Nachdem Obratov in der Saison 2010/11 keine internationalen Rennen bestritten hatte, folgte 2011/12 ihre Erfolgreichste. Nachdem sie in Igls als 19. noch die Qualifikation für das Weltcup-Rennen verpasst hatte, gelang ihr die Qualifikation auf der zweiten Weltcupstation in Whistler als 15. Im Hauptrennen belegte sie den 23. Platz. In Calgary wurde sie gar 14. des Nationencups, verpasste nun aber die Qualifikation. Nach dem Jahreswechsel wurde sie zurück in Europa beim ersten Rennen im Jahr 2012 am Königssee 22. des Nationencups und verpasste erneut eine zweite Qualifikation für das Weltcup-Rennen. Auch in Winterberg verpasste sie als 22. des Nationencup-Rennens das Weltcup-Rennen. Erst in St. Moritz gelang ihr als Siebte sich für ihr zweites Weltcup-Rennen zu qualifizieren, in dem sie 15. wurde und damit auch ihr bestes Weltcup-Ergebnis der Karriere erreichte. Daran schlossen sich in Altenberg die Weltmeisterschaften 2012 an, auch hier erreichte sie mit Rang 22 das beste Ergebnis ihrer Karriere. In Sigulda gelang als 14. des Nationencups anschließend die dritte Qualifikation für das Weltcup-Rennen, in dem sie 20. wurde. Zum Saisonfinale gastierte der Weltcup in Paramonowo. es waren zugleich die Europameisterschaften 2012. Als Achte des Nationencups gelang zum vierten Mal in der Saison eine Qualifikation für das Hauptrennen, das sie als 18. beendete, im Rahmen der EM wurde sie 15., auch das ist ihr bestes Ergebnis in der kontinentalen Meisterschaft bis heute. Mit 125 belegte Obratov den 22. Platz im Gesamtweltcup, mit 230 Punkten den 12. Rang in der Gesamtwertung des Nationencups.
In der Saison 2012/13 konnte Obratov nicht an die Resultate der Vorsaison anknüpfen. Abgesehen vom Rennen in Lake Placid trat sie bei allen Weltcup-Stationen an, scheiterte aber immer an der Qualifikation für die Hauptrennen. Die besten Resultate erreichte sie in Sotschi als 22. sowie in Königssee und Altenberg als 23. Mit 60 Punkten war sie 35. der Weltcup-Gesamtwertung, in der des Nationencup mit 113 Punkten 27. Bei den Weltmeisterschaften 2013 erreichte Obratov in Whistler Rang 28.
Die Saison 2013/14 verlief ähnlich wie die Vorherige. Obratov nahm an allen Weltcups teil. Erneut scheiterte sie in allen Rennen des Nationencups an der Qualifikation für die Weltcup-Rennen. Ihr bestes Ergebnis erreichte sie als 20. am Königssee, wurde 22. in Oberhof und 24. in Igls, Altenberg und Sigulda. Mit 72 Punkten wurde sie 36. der Gesamtwertung des Weltcups und mit 140 Punkten 33. der Gesamtwertung im Nationencup. Damit scheiterte sie auch mit der Qualifikation zu den Olympischen Winterspielen 2014 in Sotschi.

## Entwicklung bis zu den Olympischen Spielen 2018
Die Saison 2014/15 brachte für Obratov weitaus weniger Einsatzzeiten. Sie betritt nur vier Weltcups und scheiterte erneut in allen Rennen an der Qualifikation zum Weltcup-Rennen über den Nationencup. Doch bestritt sie zum Saisonauftakt in Igls erstmals gemeinsam ein internationales Rennen mit ihrer Schwester. Als 30. verpasste sie deutlich die Qualifikation, weitaus enger war es bei den Rennen am Königssee, in Oberhof und in Winterberg, in denen sie 19. 18. und 16. wurde. Mit 45 Punkten wurde Obratov 31. der Weltcup-Gesamtwertung, mit 81 Punkten 28. der des Nationencups. Bei den Weltmeisterschaften 2015 in Sigulda erreichte Obratov den 29. Platz.

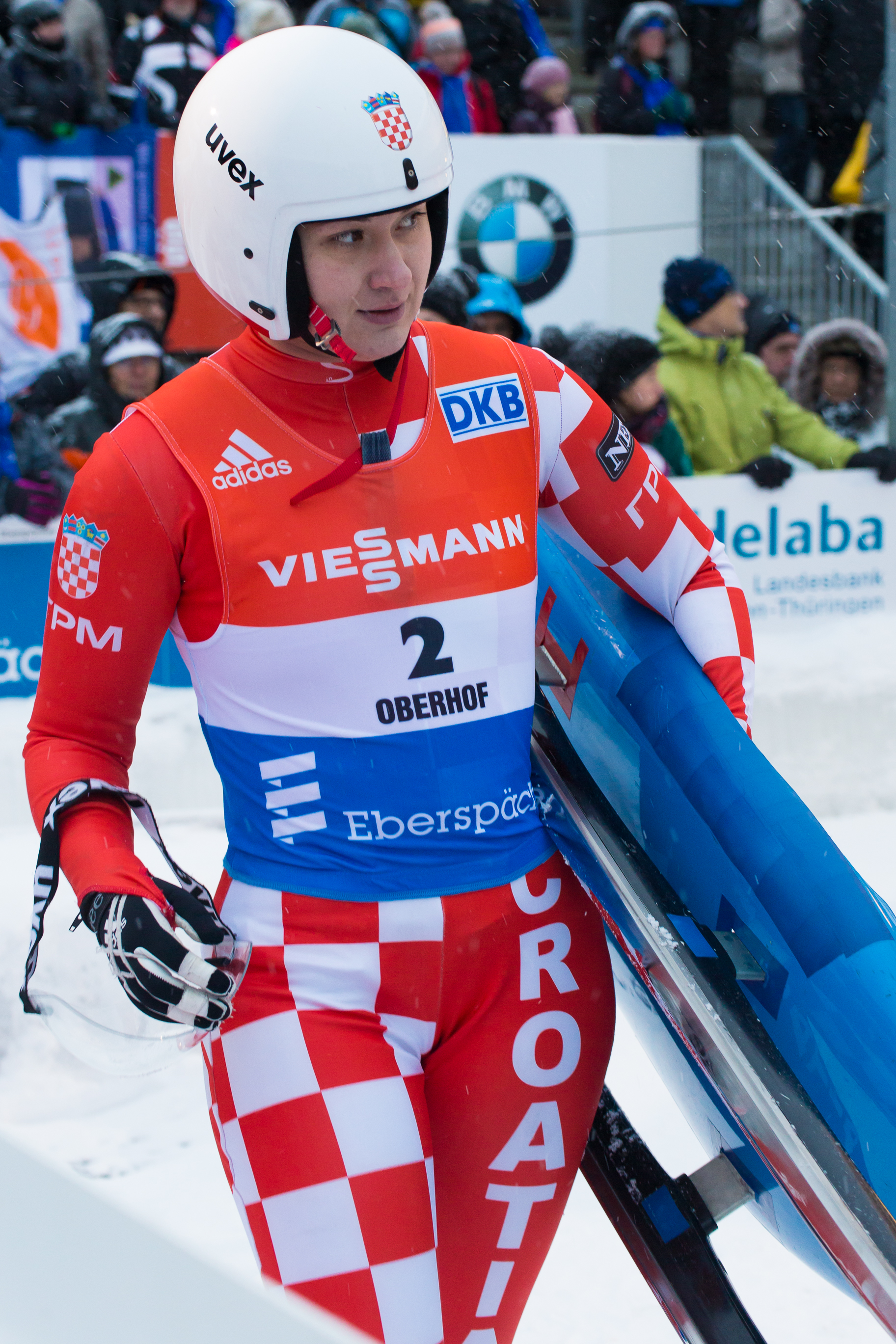
Obratov beim Weltcup-Rennen im Januar 2016 in Oberhof

2015/16 wurde eine ähnlich erfolgreiche Saison für Obratov wie sie Saison vier Jahre zuvor. Sie startete wieder bei allen Weltcups und konnte sich bei neun Versuchen vier Mal für das Weltcup-Rennen qualifizieren. Zum Saisonauftakt scheiterte sie als 17. des Nationencups noch in Igls, schaffte die Qualifikation dann als Neunte in Lake Placid. Im Weltcup-Rennen wurde sie 23. In Park City scheiterte sie um einen Platz als 14. an der Qualifikation, die ihr dann als Zehnte in Calgary erneut gelang. An der Stätte der Olympischen Winterspiele von 1988 wurde sie 21. des Weltcup-Rennens. Nach dem Jahreswechsel scheiterte Obratov in Sigulda erneut knapp als 14. mit an der Qualifikation für das Weltcup-Rennen, was ihr danach als Elfte des Nationencups in Oberhof zum dritten Mal in der Saison gelang. In Thüringen wurde sie 22. des Weltcup-Rennens. Danach startete sie bei den Weltmeisterschaften 2016 am Königssee und fuhr auf Platz 29. Nach der WM gelang ihr in Sotschi als Zehnte die vierte Qualifikation für den Weltcup, in dem sie mit Rang 16 ihr zweitbestes Einzelergebnis im Weltcup erreichen konnte. Bei den beiden letzten Saisonrennen in Altenberg und Winterberg verpasste sie als 18. und 16. der Nationencup-Rennen die Weltcup-Rennen. In der Gesamtwertung war sie als 23. um einen Rang schlechter als vier Jahre zuvor, hatte mit 146 Punkten aber 21 mehr als 2013/14 gewonnen. Mit 266 Punkten und Rang elf war es im Nationencup ihre beste Saison.
2016/17 war einmal mehr eine schwächere Saison im Vergleich zu der recht erfolgreichen im Vorjahr, doch war dieses Mal der Leistungsabfall bei weiten nicht so stark. Als 21. und 14. der Nationencup-Rennen verpasste sie in Winterberg und Lake Placid die Weltcup-Rennen. In Whistler waren nur 24 Starterinnen gemeldet, weshalb auf den Nationencup verzichtet wurde und Obratov automatisch für das Weltcup-Rennen qualifiziert war, das sie auf Rang 22 abschloss. In Park City verpasste sie anschließend als 14. des Nationencups ebenso wie nach dem Jahreswechsel zurück in Europa als 22. in Königssee die Weltcuprennen. Die Rennen am Königssee waren zugleich die Europameisterschaften 2017, in deren Rahmen sich Obratov als 24. platzieren konnte. In Sigulda wurde sie 16. des Nationencup-Rennens, was dieses Mal zur Qualifikation für das Weltcup-Rennen ausreichte, bei dem sie sich als 25. platzierte. Daran schlossen sich die Weltmeisterschaften 2017 in Igls an; Obratov belegte bei der ersten WM, an der sie gemeinsam mit ihrer Schwester teilnahm den 31. Platz. Als 16. und 18. der Nationencup-Rennen in Oberhof und Pyeongchang verpasste sie ebenso die Weltcuprennen wie nach ihrem Sturz zum Saisonfinale in Altenberg. In der Gesamtwertung des Nationencup belegte sie mit 159 Punkten Rang 19, in der des Weltcups mit 97 Punkten Rang 29.

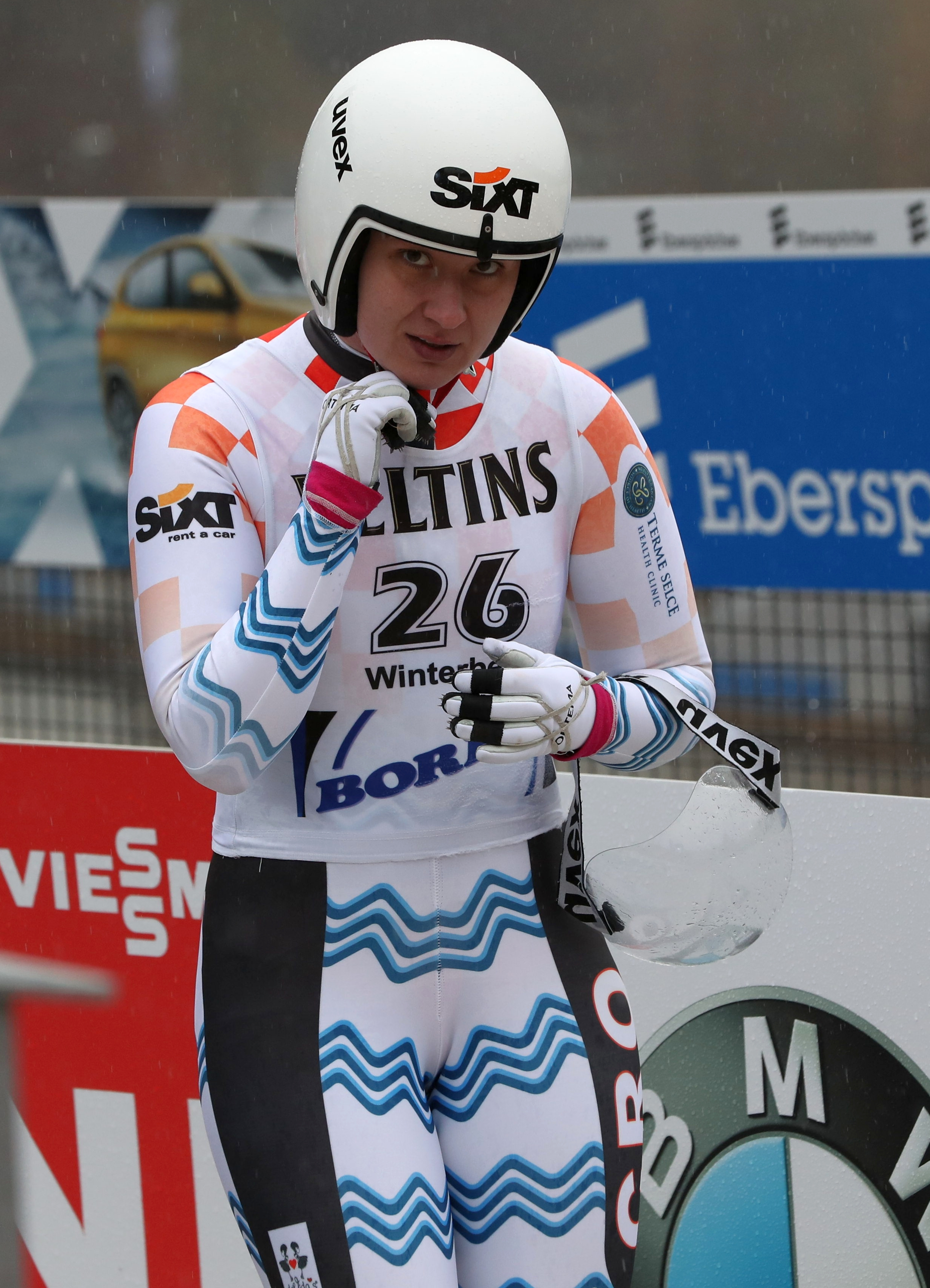
Obratov beim Nationencup-Rennen im November 2017 in Winterberg

Die Saison 2017/18, in der die jüngere Schwester Dania erstmals dauerhaft gemeinsam mit ihr im Weltcup unterwegs war, brachte einen merklichen Leistungsabfall. In keinem der Rennen konnte sie sich für das eigentliche Weltcup-Rennen qualifizieren. In Igls verpasste sie das Weltcup-Rennen als 37. deutlich, im weiteren Saisonverlauf konnte sie ihre Platzierungen etwas konsolidieren. In Winterberg wurde sie wie in Altenberg 29. Bei den nächsten drei Rennen konnte sie sich jeweils um einen Rang steigern, von Platz 25 in Calgary über 24 in Lake Placid zu 23 in Oberhof. Mit 79 Punkten wurde sie 34. in der Gesamtwertung des Nationencups und war damit um einen Punkt und einen Platz besser als ihre Schwester. Anders in der Gesamtwertung des Weltcups, in der sie mit 25 Punkten 44. und sich damit einen Punkt und zwei Ränge schwächer als ihre Schwester platzierte. Obwohl Kroatien nicht direkt qualifiziert war, konnte es einen der drei Nachrückerplätze für die Olympischen Winterspiele 2018 erhalten. Diesen erhielt Daria Obratov und war damit die erste kroatische Rodlerin, die an Olympischen Winterspielen teilnahm. Schon im Laufe der Saison hatte sie sich um die olympische Idee verdient gemacht, als sie im Dezember 2017 beim Weltcup in Calgary dem Inder Shiva Keshavan ihren Schlitten überließ, damit dieser sich zum fünften Mal für Olympische Winterspiele qualifizieren konnte, was sonst wegen eines defekten Schlittens nicht möglich gewesen wäre. Dafür wurde sie 2018 mit dem European Fair Play Movement Award ausgezeichnet. Bei den Rennen in Pyeongchang fuhr sie in den beiden ersten Durchgängen jeweils die 28. Zeit, im dritten Lauf die 29. und damit schwächste. Für den abschließenden vierten Lauf der besten 20 qualifizierte sie sich nicht und wurde am Ende 27.

## Start für die Niederlande

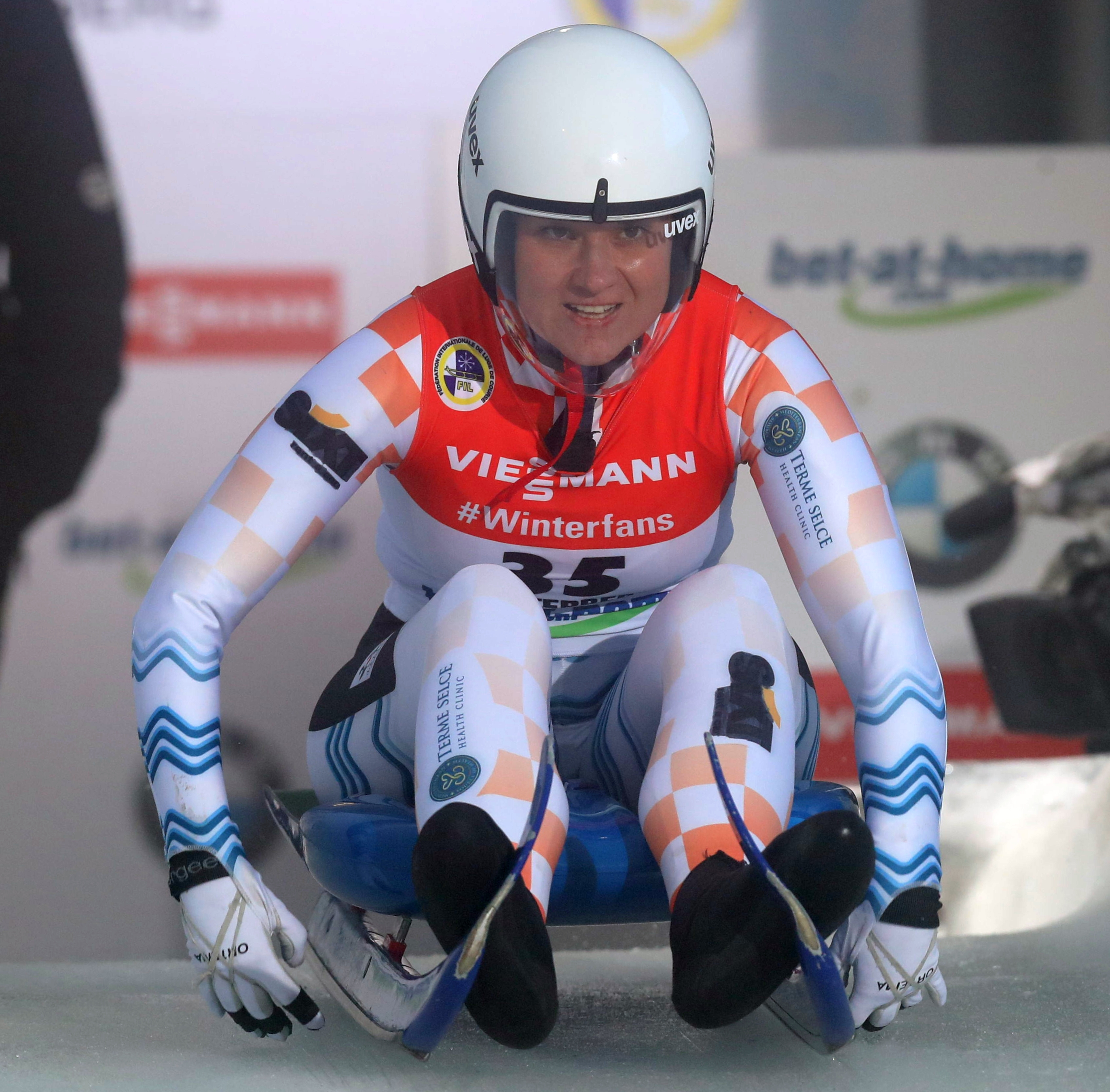
Am Start bei den Weltmeisterschaften 2019 in Winterberg

Nach Konflikten mit dem kroatischen Verband und fehlenden Perspektiven wechselten die Obratov-Schwestern nach der Saison 2017/18 den Verband und die Nationalität und starten seit der Saison 2018/19 aufgrund eines Angebotes des niederländischen Verbandes für die Niederlande. Der Wechsel brachte bei ihr zunächst eine sichtbare Leistungssteigerung. Bei den beiden ersten Rennen in Igls und Whistler verpasste die Neu-Niederländerin als 31. und 23. noch die Qualifikation für die Weltcup-Rennen, was sie bei der dritten Weltcup-Station in Lake Placid als 18. schaffte. Im Weltcup-Rennen fuhr sie auf den 28. Platz. Nach dem Jahreswechsel bestritt sie ihre ersten Rennen in Winterberg bei den Weltmeisterschaften 2019 und wurde 33. Danach konnte sie sich als 14. der Nationencup-Rennen von Altenberg und Oberhof jeweils für das Weltcup-Rennen qualifizieren und erreichte in den Rennen die Plätze 26 und 24. Die Rennen in Oberhof waren zugleich die Europameisterschaften 2019, in deren Rahmen sie den 21. Platz belegte. Saisonabschluss wurden die Rennen in Sotschi, wo sich Obratov erneut als 12. für das Weltcup-Rennen qualifizierte und in diesem als 18. eine ihrer seltenen Top-20-Platzierungen erreichen konnte. Bei der Teilnahme an nur sechs der neun Weltcups konnte Obratov mit 83 Punkten 29. der Gesamtweltcup-Wertung werden, mit 137 Punkten 23. der Gesamtwertung des Nationencups.

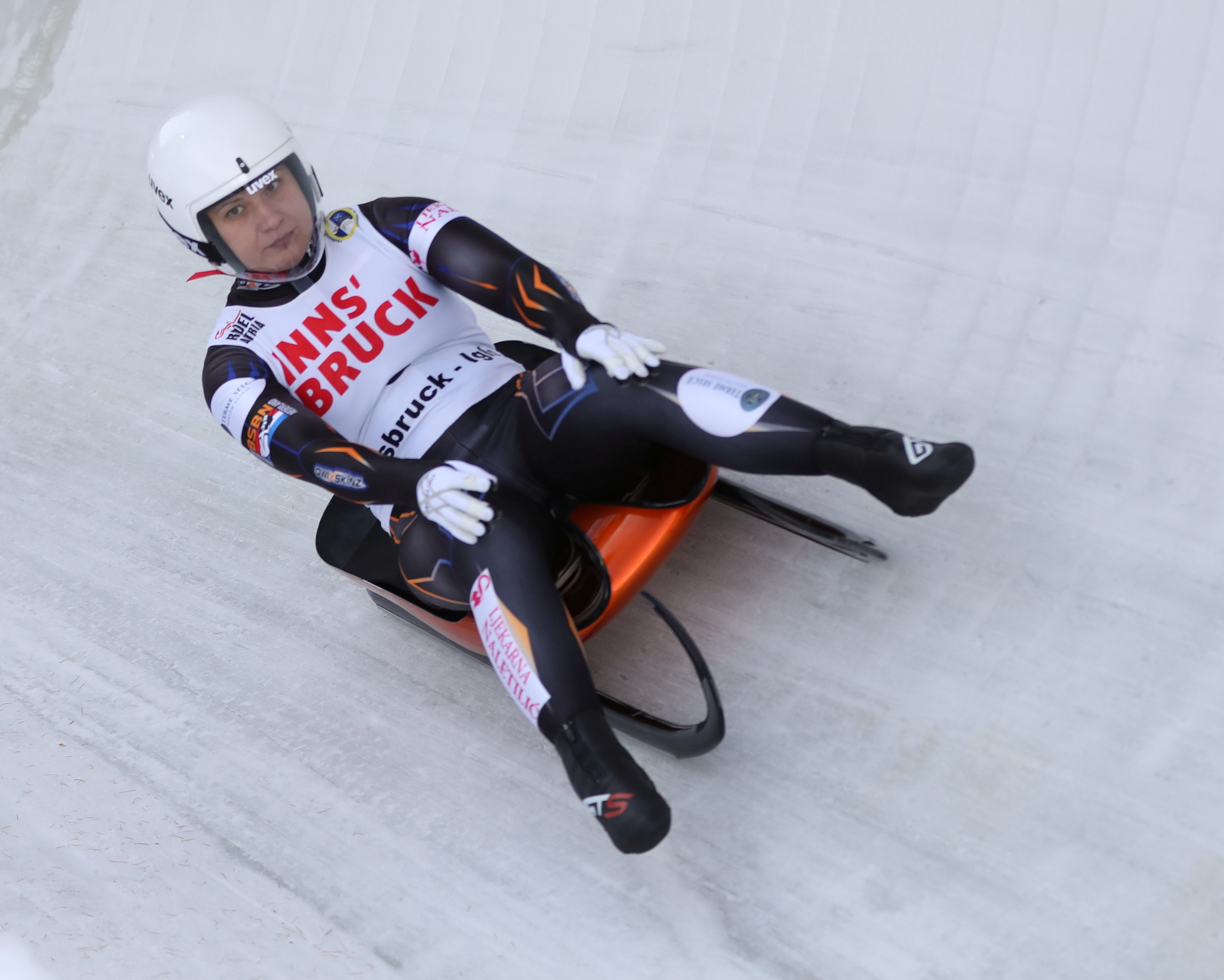
Obratov im Nationencup-Rennen zum Saisonauftakt 2019/20 in Igls

Anders als ihre Schwester konnte Daria Obratov in der Saison 2019/20 bei keinem der Weltcups die Qualifikation für ein Weltcup-Rennen schaffen. Zu Saisonbeginn verpasste sie das Weltcuprennen als 22. des Nationencups, danach verpasste sie es als 18. des Nationencups in Lake Placid um nur einen Rang. In den weiteren Nationencup-Rennen der Saison platzierte sie sich durchgehend zwischen den Rängen 22 und 26. In Lillehammer war sie 24., womit sie sich im Rahmen der gleichzeitigen Europameisterschaften 2020 auf Rang 26 platzierte. Bei den Weltmeisterschaften 2020 in Sotschi belegte sie Platz 27. Auf die Rennen in Winterberg, die aus Witterungsgründen chaotisch wurden und die neben den Mannschaften aus Österreich und den USA auch viele stärkere Einzelstarter ausließen, verzichteten auch die Obratov-Schwestern. Ihr letztes Saisonrennen war ein 22. Platz im Nationencup zum Saisonfinale in Königssee. Aufgrund im Schnitt besserer Platzierungen und eines mehr bestrittenen Rennens konnte sich Daria Obratov erneut vor ihrer Schwester platzieren. In der Gesamtwertung des Weltcups wurde sie mit 59 Punkten 38., mit 143 Punkten 25. in der des Nationencups.
Zum Auftakt in die durch die COVID-19-Pandemie eingeschränkte Saison 2020/21 startete Obratov in Igls wieder im Weltcup, verpasste jedoch als 25. des Nationencup-Rennens deutlich das Weltcup-Rennen. Auch die weitere Saison verlief für Obratov eher enttäuschend. Während in Altenberg noch die Qualifikation für das Weltcup-Rennen gelang, wo sie Platz 25 belegte, zeigte die Formkurve in der Folge deutlich nach unten. Bei der Weltcupstation Oberhof I verpasste sie Qualifikation knapp, anschließend war sie stets deutlich weiter von einer solchen entfernt. Bei den Europameisterschaften 2021 in Sigulda trat sie aufgrund einer Verletzung nicht an, bei Oberhof II reichte es nur noch zu Platz 27 im Nationencup, Igls II endete mit einer Disqualifikation im Nationencup. Nachdem auch der Saisonhöhepunkt – die Weltmeisterschaften 2021 am Königssee – mit Platz 43 im Sprint-Vorlauf und der damit deutlich verpassten Qualifikation sowie Platz 38 im Rennen der klassischen Disziplin keine Wende gebracht hatte, reichte es beim Weltcupfinale in St. Moritz–Celerina nur zu Platz 28 im Nationencup. In der Gesamtwertung des Nationencups bedeuteten diese Leistungen mit 113 Punkten nur Platz 31, die Weltcupwertung beendete sie mit 46 Punkten auf Rang 42.
Nach der Saison 2021/22 beendete sie ihre Karriere.

## Statistik

### Ergebnisse bei Meisterschaften
| Jahr | Olympische Spiele | Weltmeisterschaften | Europameisterschaften |
| ---- | ----------------- | ------------------- | --------------------- |
| 2009 | 0/                | 27.                 | 0/                    |
| 2010 | 0–                | 0/                  | 0–                    |
| 2011 | 0/                | 0–                  | 0/                    |
| 2012 | 0/                | 22.                 | 15.                   |
| 2013 | 0/                | 28.                 | 26.                   |
| 2014 | 0–                | 0/                  | 0–                    |
| 2015 | 0/                | 29.                 | 0–                    |
| 2016 | 0/                | 29.                 | 0–                    |
| 2017 | 0/                | 31.                 | 24.                   |
| 2018 | 27.               | 0/                  | 0–                    |
| 2019 | 0/                | 33.                 | 21.                   |
| 2020 | 0/                | 27.                 | 26.                   |
| 2020 | 0/                | 38.                 | 0–                    |

### Platzierungen in Gesamtwertungen
| Saison  | Weltcup | WC-Punkte | Sprintweltcup | Nationencup | NC-Punkte |
| ------- | ------- | --------- | ------------- | ----------- | --------- |
| 2008/09 | 39.     | 025       | 0/            | 0/          | 0/        |
| 2009/10 | 38.     | 026       | 0/            | 36.         | 052       |
| 2011/12 | 22.     | 125       | 0/            | 12.         | 230       |
| 2012/13 | 35.     | 060       | 0/            | 27.         | 113       |
| 2013/14 | 36.     | 072       | 0–            | 33.         | 140       |
| 2014/15 | 31.     | 045       | 0–            | 28.         | 081       |
| 2015/16 | 23.     | 146       | 0–            | 11.         | 266       |
| 2016/17 | 29.     | 097       | 0–            | 19.         | 159       |
| 2017/18 | 44.     | 025       | 0–            | 34.         | 079       |
| 2018/19 | 29.     | 083       | 0–            | 23.         | 137       |
| 2019/20 | 38.     | 059       | 0–            | 25.         | 143       |
| 2020/21 | 42.     | 046       | 0–            | 31.         | 113       |

## Einzelbelege
1. ↑  Netherlands Luge auf Instagram: „Meet our athlete Dania Obratov! •Dania is a 23 year old Sport Science student, born in Croatia. •She is a member of Dutch Luge Team since…“ Abgerufen am 19. Oktober 2020.
2. ↑  Ferienwohnungen, Unterkünfte, Entdeckungen & Orte. Abgerufen am 19. Oktober 2020 (österreichisches Deutsch).
3. ↑  From Israel to Nigeria, sliders somehow found Pyeongchang. 14. Februar 2018, abgerufen am 19. Oktober 2020.
4. ↑  Luger Daria Obratov nominated for the prestigious European Fair Play Movement Award. Archiviert vom Original (nicht mehr online verfügbar) am 21. Oktober 2020; abgerufen am 19. Oktober 2020 (britisches Englisch).
5. ↑  Daria Obratov awarded for fair play gesture at the 24th EFPM Congress in Brussels. Archiviert vom Original (nicht mehr online verfügbar) am 21. Oktober 2020; abgerufen am 19. Oktober 2020 (britisches Englisch).
6. ↑  Famous Olympian Luger Decides to Leave Croatia Team, Join Netherlands. Abgerufen am 19. Oktober 2020 (britisches Englisch).
Croatian luge athlete switches allegiance to The Netherlands following dispute with National Federation. 1. Oktober 2018, abgerufen am 19. Oktober 2020.
FIL confirms Croatian luge athlete's switch of allegiance to Netherlands. 18. Oktober 2018, abgerufen am 19. Oktober 2020.
7. ↑  Tim Reynolds: US, others pull out of Luge World Cup, citing safety. 21. Februar 2020, abgerufen am 19. Juli 2020 (englisch).
8. ↑  Olympia und Doktortitel – Daria und Dania Obratov mit großen Zielen. In: fil-luge.org. Fédération Internationale de Luge de Course, 31. Mai 2022, abgerufen am 7. Oktober 2022.

| Personendaten    | Personendaten                          |
| ---------------- | -------------------------------------- |
| NAME             | Obratov, Daria                         |
| KURZBESCHREIBUNG | kroatisch-niederländische Rennrodlerin |
| GEBURTSDATUM     | 12. Dezember 1989                      |
| GEBURTSORT       | Split, Jugoslawien                     |